# Bardigiano
Vous lisez un « bon article » labellisé en 2014.
Le Bardigiano est une race de poney de selle et de trait italien qui tient son nom de la région de Bardi, petite commune de la province de Parme dans la région Émilie-Romagne en Italie. La reconnaissance de la race date de 1977, mais le Bardigiano possède des origines très anciennes. Il a été modelé au fil des siècles par différents apports d’autres races.
C'est un poney puissant et bien bâti qui a gagné en taille. S'il est principalement élevé en Italie, ce pays formant le berceau de la race, il l'est aussi en Allemagne et en Hongrie, où il est très apprécié. Le Bardigiano est un poney polyvalent qui montre des qualités dans des disciplines et utilisations aussi variées que l'équitation de travail, l'attelage, l'équithérapie et le tourisme équestre.

## Histoire

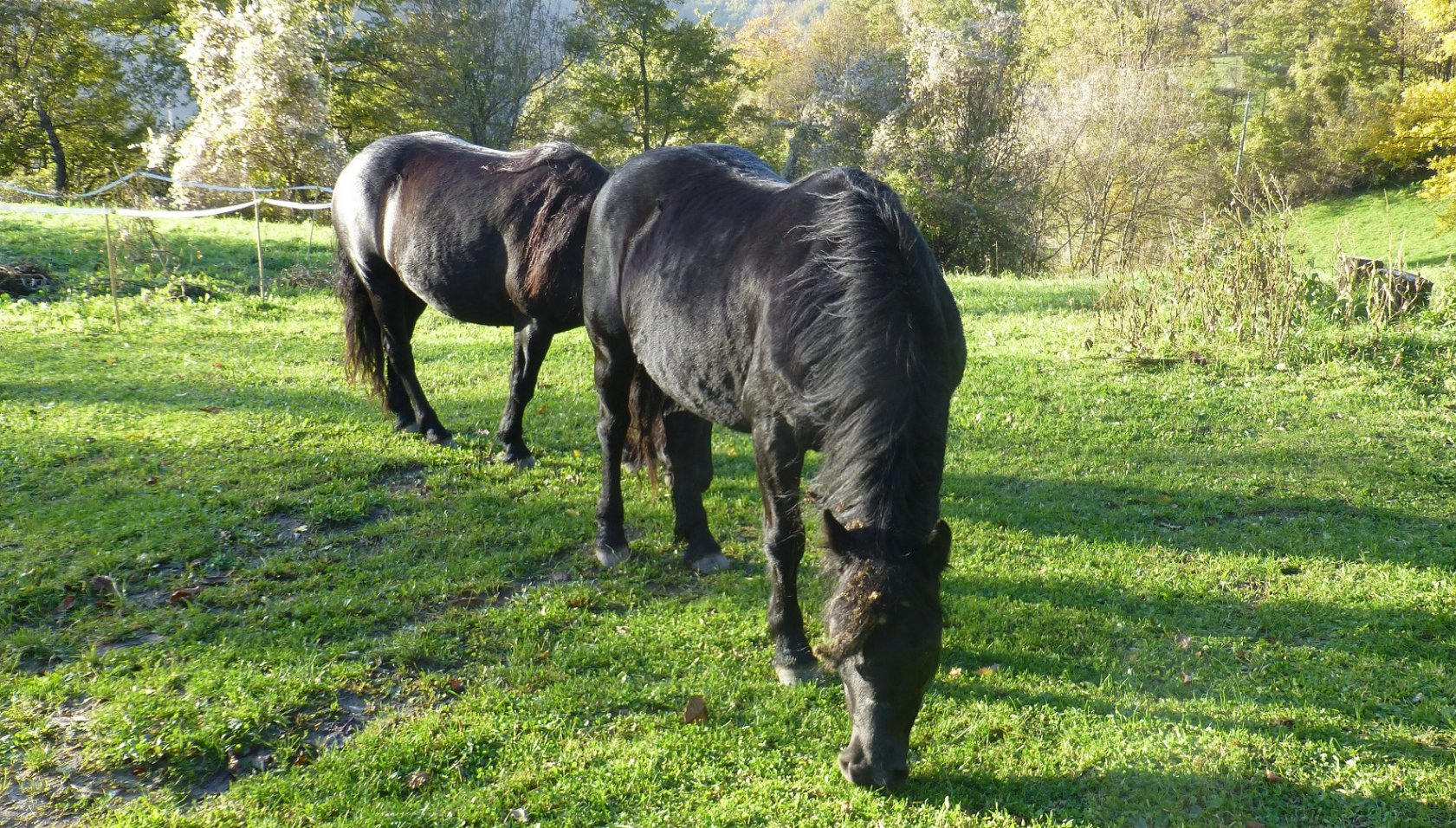
Poneys Bardigiano dans les Apennins en Émilie-Romagne, Italie.

### Origine
L'évolution de la race Bardigiano épouse celle des événements politiques de sa région originelle. La présence de chevaux dans les vallées du Taro et du Ceno est très ancienne puisqu’ils descendraient du cheval de la Gaule belgique, parvenu en Italie avec les invasions des Francs après la chute de l’Empire romain, vers 470. Les chevaux se répandent au nord du fleuve Pô. Le type serait alors proche du poney celte. Les siècles suivants voient le développement de la race sous la forme de chevaux montagnards. La race Bardigiano semble plus apparentée au Haflinger/Avelignese (et à l'Exmoor, ainsi qu'à l'Asturcón espagnol) qu'aux autres races équines italiennes.

### DuXVIesiècleAuXXesiècle
Entre le XVIe siècle et le XVIIe siècle, les chevaux sont croisés avec des étalons arabes du Frioul (arabo-friulani), dont la race est aussi connue sous le nom de furlana, pour ses qualités sous la selle. L’objectif de ce croisement est d’affiner le modèle. À la même époque, Federico II Landi, seigneur de Bardi, introduit des chevaux estimables, dont l’origine n’est pas connue, dans le but de créer une nouvelle race nommée landi.
Ces chevaux doivent servir à des fins militaires aussi bien montés sur les sentiers difficiles des collines et des montagnes, qu’attelés afin de pourvoir à l’armement et au ravitaillement des troupes. Le déclin de la zone d’influence politico-militaire de Bardi rend les hauts pâturages à ces chevaux, qui se développent vers une race équine de plus en plus homogène. Cette ville médiévale donne son nom à la race.
Dès lors, les animaux sont voués à l'usage agricole. Les juments acquièrent une plus grande valeur que les mâles, car elles font naître des mules très appréciées.

### XXesiècleet après

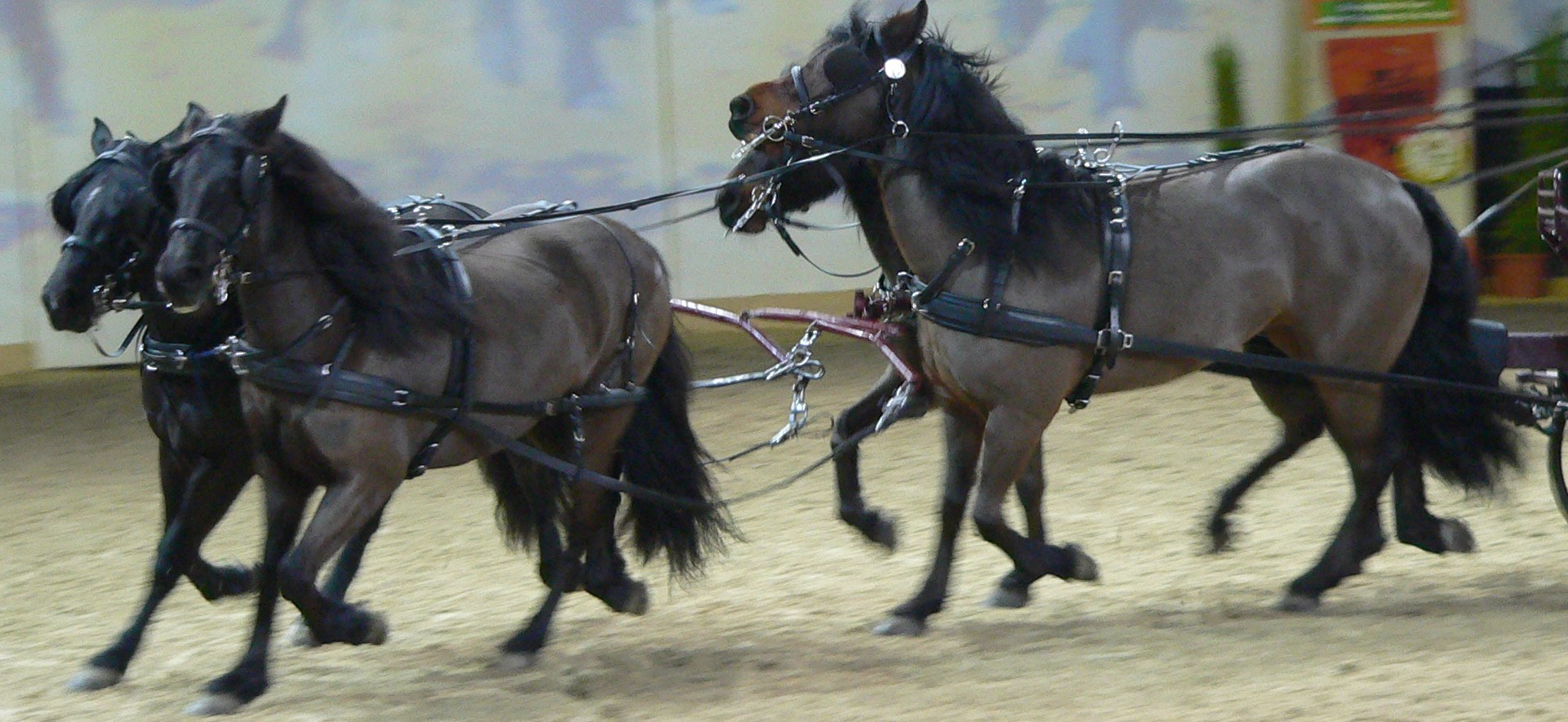
Attelage de Bardigiano présenté à Equitana (Allemagne) en 2005.

L'entre-deux-guerres marque le début du déclin du Bardigiano. L'armée italienne emploie les femelles pour faire naître des mules entre 1925 et 1945. La race est croisée sans contrôle et commence à perdre ses caractères ancestraux. La menace s'accroît après la Seconde Guerre mondiale, car les personnes chargées du suivi zootechnique du Bardigiano introduisent des étalons de diverses provenances parmi le berceau de race. En 1972, la situation du Bardigiano est considérée comme critique.
L'association des éleveurs de Parme collabore avec d'autres éleveurs et associations pour la sauver de l'extinction et des croisements. Les méthodes d'élevages extensives en montagne et la ferveur de certains éleveurs permettent de découvrir des groupes de chevaux isolés ayant gardé leurs caractéristiques. Le travail de sélection commence à partir de ces chevaux, en favorisant l'appariement d'étalons indigènes et de juments locales. En 1975, un premier concours de race est organisé. Il faut attendre le 2 août 1977 pour voir la création d’un registre généalogique, qui fixe les standards. Il compte alors 140 étalons, 1 800 juments et 1 300 jeunes chevaux conformes au standard du Bardigiano. Par la suite, la recherche s'oriente sur l'adaptation de ce poney au marché, afin de la préserver d'une disparition future.
En Italie, la demande en poneys de sport et de loisir entraîne la sélection du Bardigiano vers un animal plus grand et plus fin. Le standard de la race est adapté dans ce but, des tests d'utilisation voient le jour. Un travail est également mené sur les allures. Les premiers poneys sont introduits en Allemagne au milieu des années 1990.

## Description
C'est un poney de taille moyenne, mais celle-ci a légèrement augmenté depuis la fin du XXe siècle. En 2005, il toise de 1,35 m à 1,45 m, pour un poids vif de 450 à 550 kg. Les étalons mesurent en moyenne 1,42 m, et les juments 1,39 m. Puissant et bien bâti, le Bardigiano se rapproche du Dales et du Mérens avec lesquels il partage de nombreuses ressemblances. Il s'est cependant affiné, car les étalons ont perdu en moyenne 4,2 % de circonférence à la poitrine et 6,3 % de tour de canon entre 1975 et 2005.

### Tête

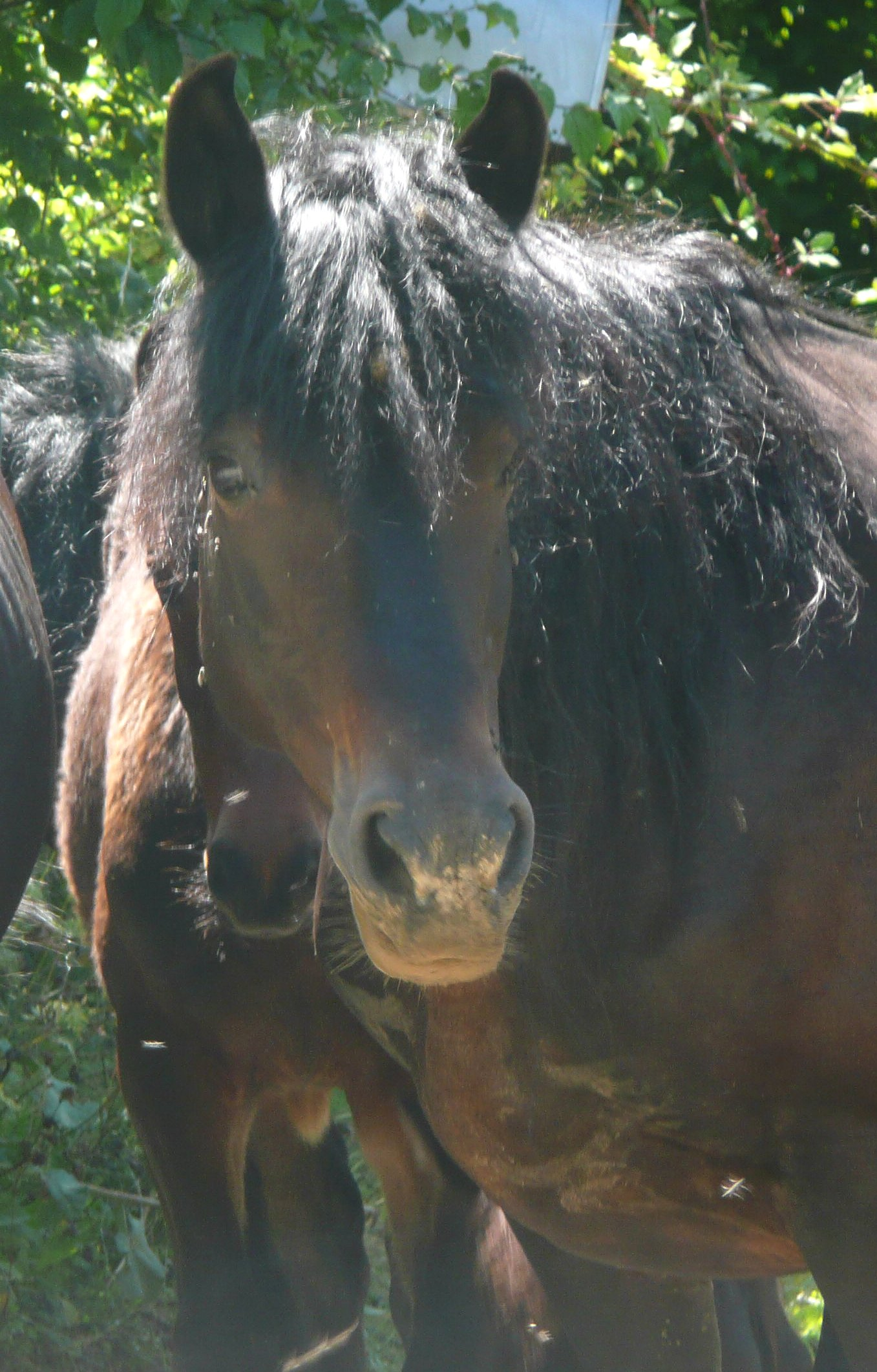
Tête d'un poney Bardigiano.

Il se caractérise par une vraie tête de poney, légère et finement déliée jusqu'aux naseaux, avec de petites oreilles pointues caractéristiques. Le profil est rectiligne ou légèrement concave, le front large et le toupet abondant. La lèvre supérieure est un peu saillante. Les yeux sont grands et vifs. Les éleveurs accordent une grande importance à l'aspect de la tête, et disent être capables de deviner le tempérament et les aptitudes de chaque poney à la physionomie de sa tête.

### Corps et membres
L'avant-main est puissante avec une encolure forte et musclée qui se termine par un garrot plat, large et peu élevé.
Les épaules sont rectilignes et musclées. Le corps compact se traduit par une poitrine large et musclée, ainsi que par un thorax ample et bien formé, aux côtes bien arquées.
La ligne dorsale est droite; le dos et la croupe sont aussi musclés, tout en rondeur.
Ses membres secs, aux paturons courts, présentent des articulations amples et épaisses, ainsi qu'une bonne ossature. Le pied est large et le sabot, à la corne noire, est extrêmement solide. La crinière et la queue sont fluides et le crin abondant.

### Robe
Seules deux robes sont acceptées, le noir et le bai sous toutes ses nuances, y compris le bai-brun. Les marques blanches doivent être aussi limitées que possible. Un léger rubican (blanchissement) est accepté, de même que de petites balzanes et une étoile en tête, mais les listes étendues (dites « belle face ») sont interdites.

### Tempérament et entretien
Le tempérament de la race est considéré comme bon. Le Bardigiano est réputé pour sa frugalité et sa rusticité, héritage de son mode de vie historique dans les collines et montagnes d'Italie. Il supporte toutes les conditions climatiques de son environnement originel, et les Italiens ont constaté son adaptation à tous les types de pâtures. Le mode d'élevage est traditionnellement semi-sauvage, les Bardigiano passent huit à neuf mois dans la montagne, sans contacts humains. Cet environnement confère une bonne santé à ces poneys, leur permettant notamment des exercices réguliers. Une étude sur le lait des juments a conclu qu'elles produisent un lait particulièrement riche, permettant au poulain de grossir d'un kilo par jour. Lorsque les Bardigiano sont descendus de l'estive, une difficulté est l'usage des pâtures pour d'autres animaux domestiques, rendant nécessaire une vermifugation régulière.

### Sélection

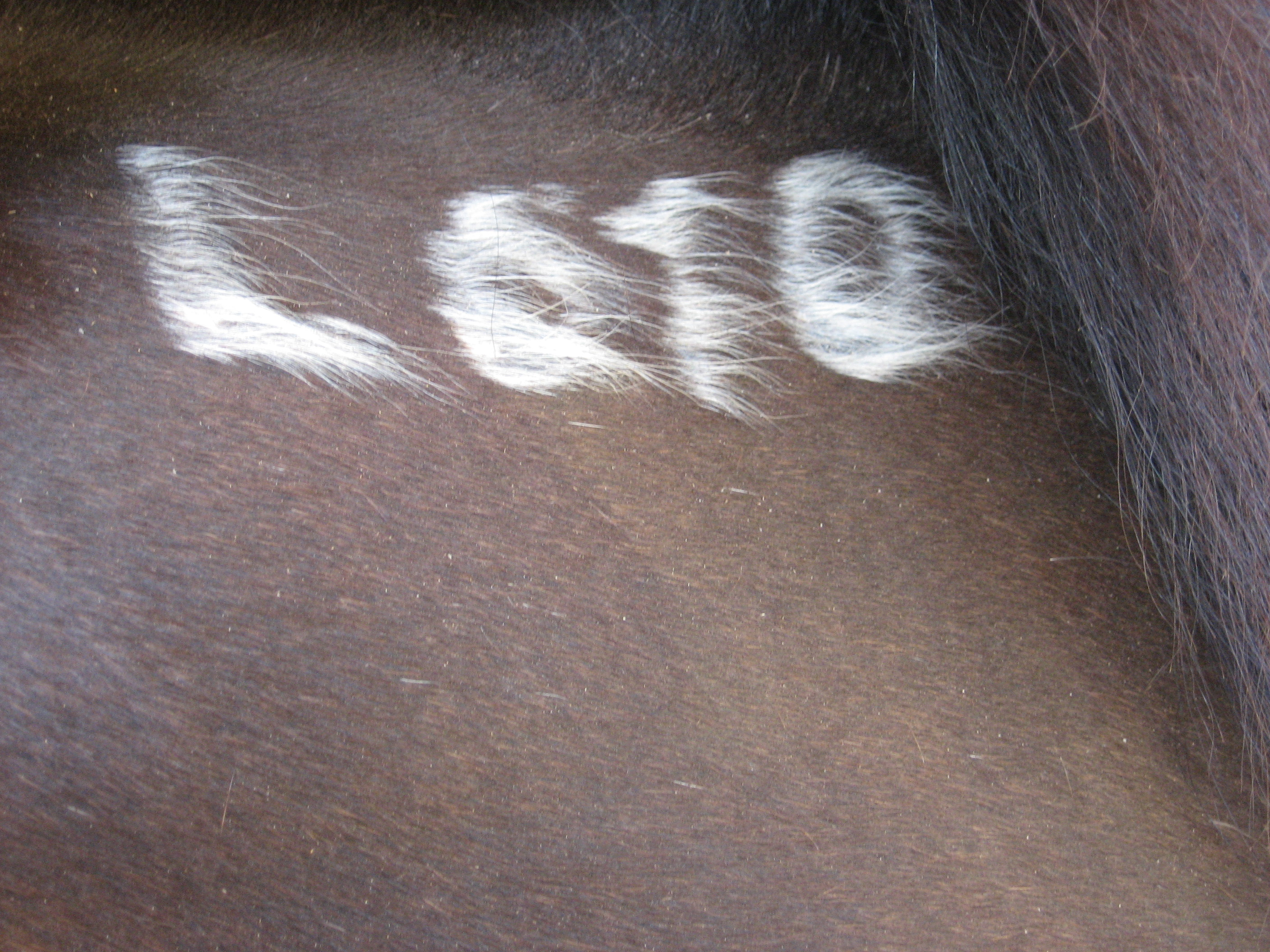
Poney Bardigiano marqué à l'azote liquide.

Il Libro Genealogico del Cavallo Bardigiano est le nom du stud-book du poney Bardigiano. Il est entretenu par plusieurs acteurs qui gèrent la race et assurent sa promotion : la Commissione Tecnica Centrale (Commission Technique Centrale) détermine les critères et orientations de la race, l'Ufficio Centrale del Libro Genealogico (Bureau Central du Livre Généalogique) a effectué le recensement de la population Bardigiano en 1977 et assure aujourd'hui la valorisation et la promotion de la race ; les Uffici Provinciali (Bureaux Provinciaux) complètent et mettent à jour les documents officiels relatifs au livre généalogique ; et le Corpo degli Esperti (Corps des Experts) évalue la morphologie des sujets à inscrire au stud-book et juge les concours de race. Différents acteurs veillent à la conservation et l'amélioration du cheval Bardigiano, ainsi qu’à sa valorisation économique. Le livre généalogique de la race est un stud-book ouvert aux apports d'autres races. Tous les poneys Bardigiano sont marqués à l'azote liquide. Cette méthode d'identification, alternative au marquage au fer, présente une lisibilité plus grande sur les robes foncées, les poils repoussant blancs, et altère moins les tissus de l'animal.

#### Diversité génétique
Le Bardigiano est caractérisé par une bonne diversité génétique, en dépit de la population assez réduite : ces résultats sont encourageants au regard de l'histoire de la race. Les efforts de sélection visent à préserver cette diversité. Les effectifs de la race ont augmenté au XXIe siècle, mais le niveau de consanguinité a lui aussi augmenté.

#### Allègement de la race
La morphologie du Bardigiano, de plus en plus grand et léger, est le reflet de l'orientation de la production des éleveurs vers les utilisations du poney sous la selle, afin de répondre aux demandes du marché du tourisme sans pour autant perdre les spécificités de la race ni son adaptation à son environnement. Elle est très similaire à l'orientation de la race du Haflinger (Avelignese, en Italie). Des poneys à 25 % d'origines arabes peuvent être inclus au stud-book Bardigiano après examen, les études ayant conclu que le croisement avec l'Arabe entraîne une élévation du garrot et un affinement des membres,.
Un index génétique prenant en compte les traits typiques de la race a été créé. Entre 1985 et 2000, les résultats de cet index génétique global (IGG) sont considérés comme positifs. Les éleveurs membres de l'association des éleveurs italiens (AIA) sont chargés de recalculer cet IGG chaque année, et les résultats sont utilisés pour définir les autorisations des juments et des étalons à se reproduire.

## Utilisations

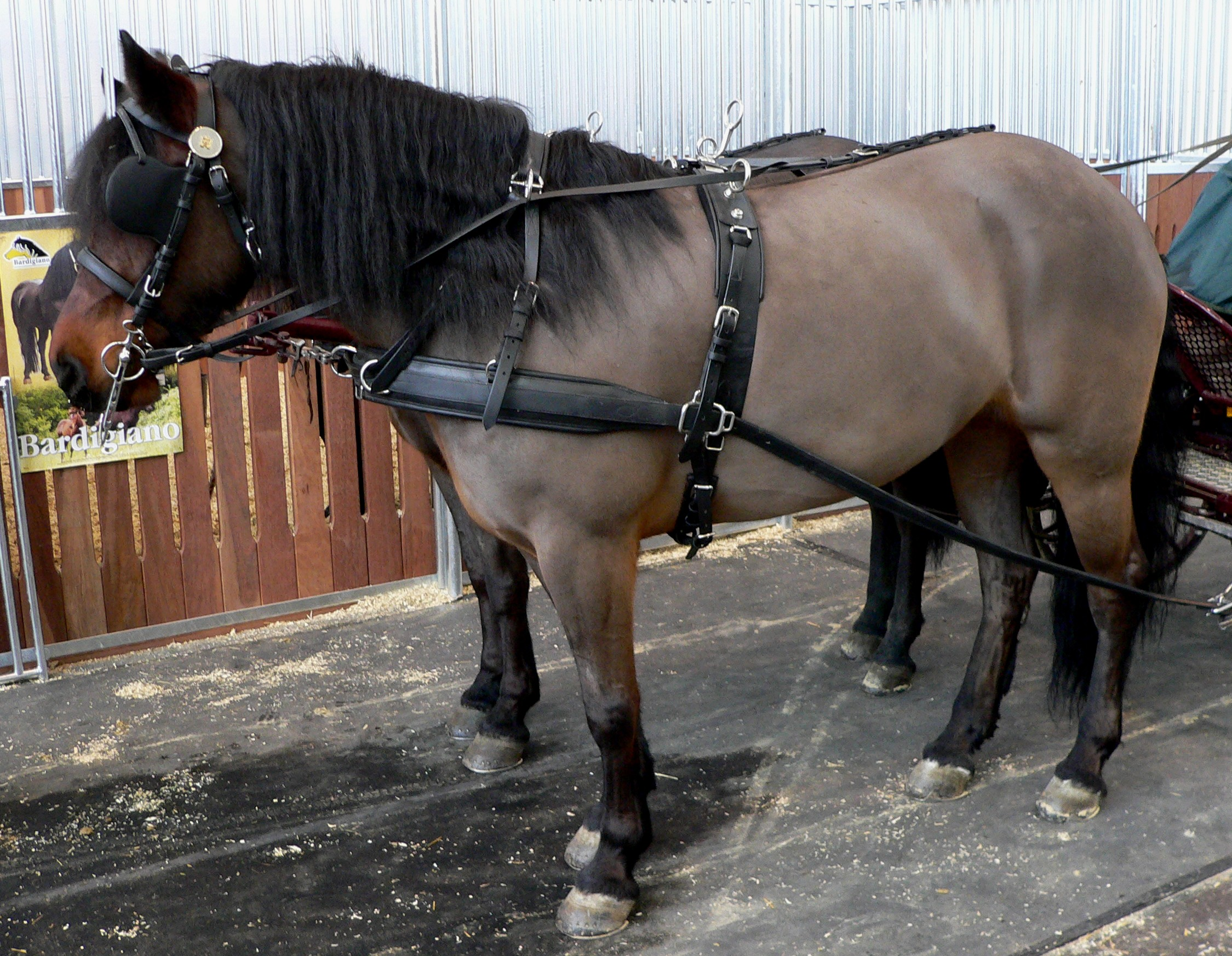
Poneys Bardigiano attelés.

Jadis employé pour le travail agricole, le Bardigiano est désormais un poney polyvalent sous la selle comme à l'attelage,. Il montre de réelles aptitudes en équitation de travail, de par sa résistance naturelle son tempérament stable et réceptif.
La pratique des sports équestres est également adaptée. Sa discipline de prédilection est l'attelage où sa taille réduite, sa force et son agilité sont remarquables. Les meneurs louent aussi son équilibre et son obéissance.
Il se distingue dans les compétitions de saut d'obstacles, ainsi qu'en endurance.
Son utilisation en équithérapie est notable. Sa taille, son confort, son caractère doux et équilibré sont autant d'atouts pour faire du Bardigiano un partenaire de valeur dans l'accompagnement des personnes souffrant de troubles moteurs, psychiques ou sensoriels.
En tourisme équestre, le Bardigiano présente de nombreuses qualités comme la robustesse, la frugalité, la docilité, la générosité et la résistance. Il est ainsi aussi à l'aise dans les campagnes que dans les zones montagneuses.
La production de viande a toujours constitué un débouché pour certains éleveurs de la race, comme pour d'autres poneys et petits chevaux italiens rustiques, élevés à l'économie de manière extensive. Les études réalisées en 2004 concluent que l'élevage de poneys à croissance rapide à cette fin est nécessaire pour assurer la pérennité du Bardigiano.

## Diffusion de l'élevage
Le Bardigiano est considéré comme une race locale, qui n'est pas menacée d'extinction. Ce poney reste peu connu en dehors de son pays natal. Il est présent sur une grande partie du territoire italien et élevé dans d'autres pays d'Europe, en particulier en Allemagne et en Hongrie, où existent des associations de race. En 2005, l'effectif du Bardigiano est estimé à 110 étalons approuvés, pour plus de 1 700 juments. La race n'est donc plus considérée comme étant en risque d'extinction, mais elle reste classifiée comme « vulnérable ».

### En Italie

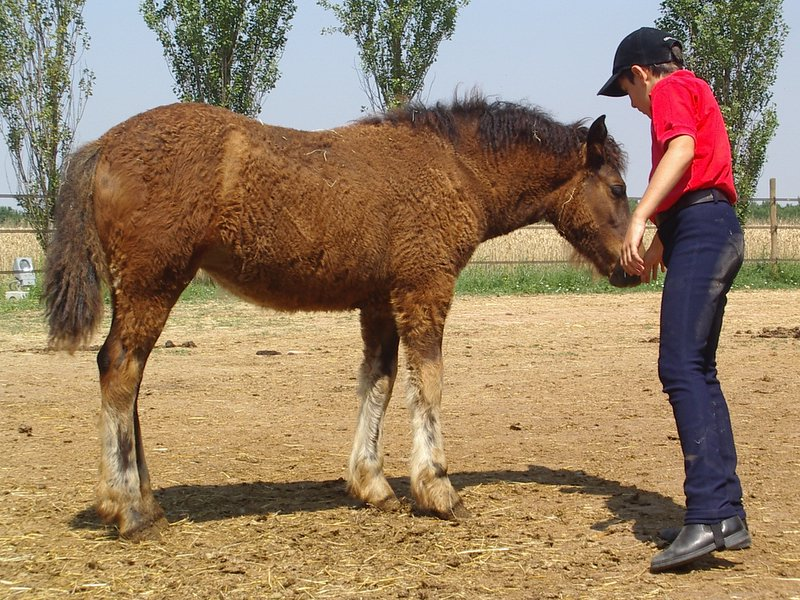
Poulain Bardigiano.

Le Bardigiano est élevé dans 45 provinces italiennes, principalement dans le nord du pays. Les Apennins, précisément dans les régions de l'Émilie-Romagne, la Toscane et la Ligurie, forment les principales régions d'élevage.
Les années 2000 ont vu les effectifs de la race fortement augmenter avec 3 240 poneys recensés dans le stud-book en 2009, contre 2 190 en 1999.

### Dans le reste du monde
On trouve des élevages de poneys Bardigiano dans plusieurs pays d'Europe. En Allemagne, la race est gérée par l'Association Allemande du Bardigiano (Bardigiano-Pferde Deutschland e.V), fondée en 2003, et qui a pour siège Saint Johann. On dénombre plus de 80 éleveurs et 130 poneys Bardigiano sur le territoire allemand.
La Hongrie possède également son association de race (Bardigiano Lótenyészto Országos Egyesület) et compte 10 éleveurs pour 30 sujets Bardigiano en 2003. Les associations allemandes et hongroises se consacrent uniquement aux relations avec les éleveurs. Le travail d'identification, d'inscription et d'approbation reste sous la direction du studbook italien. Le poney Bardigiano est également présent en Suisse et en Belgique.

#### Ouvrage spécialisé
- [Bigliardi 1988] (it) Enrico Bigliardi, Cavallo e territorio : il bardigiano nelle valli Taro e Ceno, Parme, Az. comunale diritto allo studio, 1988, 118 p.

#### Études
- [Catalano, Martuzzi et Summer 2001] (en) Antonio Lucio Catalano, Francesca Martuzzi et A. Summer, « Morpho-aptitudinal evaluation for saddle service of Bardigiano horse breed stallions », dans Recent Progress in Animal Production Science. 2 Proc. of the A.S.P.A. XIV Congress, 2001, p. 641-643
- [Fioretti et al. 2005] (en) M. Fioretti, Antonio Lucio Catalano, A. Rosati et Francesca Martuzzi, « Bardigiano horse selection : a genetic global index for linear type traits », dans Conservation Genetics of Endangered Horse Breeds, Wageningen Academic Pub, 2005 (ISBN 9076998795 et 9789076998794, lire en ligne)
- [Sabbioni et al. 2005] (en) A. Sabbioni, V. Beretti, A. Zanon, G. P. Pagani, Stefano Filippini, P. Superchi et Antonio Lucio Catalano, « Morphological evolution of Bardigiano horse », Italian Journal of Animal Sciences, vol. 4,‎ 2005, p. 412-414 (ISSN 1828-051X, lire en ligne)
- [Catalano et al. 2006] (en) Antonio Lucio Catalano, Francesca Martuzzi, Stefano Filippini et Franca Vaccari Simonini, « Performance test of Bardigiano breed stallions and mares for saddle and harness service [Prove attitudinali di stalloni e fattrici di razza Cavallo Bardigiano per il servizio da sella e da attacco] », Ann. Fac. Medic. Vet. di Parma, Parme, vol. XXVI,‎ 2006, p. 119-126 (lire en ligne)
- [Martuzzi et al. 2007] (en) Francesca Martuzzi, S. Gosi, Franca Vaccari Simonini et Antonio Lucio Catalano, « Kinematics of gaits in Bardigiano horses », Italian Journal of Animal Sciences, Dipartimento di Produzioni Animali, Biotecnologie Veterinarie, vol. 6,‎ 2007, p. 653 (ISSN 1828-051X, lire en ligne)
- [Sabbioni et al. 2005] (it) A. Sabbioni, V. Beretti, A. Zanon, G. P. Pagani, Stefano Filippini, P. Superchi et Antonio Lucio Catalano, « Caratterizzazione demografica e variabilità genetica nel cavallo Bardigiano attraverso l'analisi di dati genealogici », Proc. 59th Nat. Congr. SISVet, Viareggio, no 59,‎ 2005, p. 451-452

#### ouvrages généralistes
- [Bongianni 1988] (en) Maurizio Bongianni (trad. de l'italien par Ardèle Dejey), « Bardigiano », dans Simon & Schuster's guide to horses & ponies of the world, Simon & Schuster, Inc., 1988, 255 p. (ISBN 0-671-66068-3 et 9780671660680, OCLC 16755485, lire en ligne), p. 156.
- [Ravazzi 2002] Gianni Ravazzi, L'encyclopédie des chevaux de race, Bergame, Italie, De Vecchi, 2002 (ISBN 978-2-7328-8417-2), p. 74
- [Edwards 2005] Elwyn Hartley Edwards, L'œil nature : CHEVAUX, Nord Compo, Villeneuve-d'Ascq, Larousse, 2005 (ISBN 978-2-03-560408-8), p. 82-83
- [Hendricks et Dent 2007] (en) Bonnie Lou Hendricks et Anthony A. Dent, « Bardigiano », dans International Encyclopedia of Horse Breeds, University of Oklahoma Press, 2007 (ISBN 9780806138848, lire en ligne), p. 65-67